# 全バソト会議
全バソト会議（ぜんバソトかいぎ、All Basotho Convention、略称:ABC）は、レソトの政党。党首のモツォアハエ・トーマス・タバネは2012年から2015年まで、ABCも参加する連立政権の首相を務めた。

## 来歴
2006年10月結成。初代党首はモツォアハエ・トーマス・タバネ。タバネはパカリタ・モシシリ（第7代首相、第2代レソト民主会議議長）の下で外相を務めた人物である。2006年10月13日、18名のメンバーによって結成された。このうち、タバネ以下17名がレソト民主会議（LCD）を離党したメンバーで、もう一人は独立系（無所属）であった。全バソト会議は野党側に立つこととなった。2012年の総選挙では30議席を獲得し第2党となり、LCDなどとの連立政権を発足させた。2015年の総選挙では46議席を得て、さらに勢力を伸張した。
2022年10月7日執行の総選挙では新党・繁栄のための革命(RFP)が56議席を獲得し、全バソト会議は40議席減の8議席にとどまる惨敗を喫した。